# Julius Lessing
Julius Lessing (født 20. september 1843 i Stettin, død 13. marts 1908) var en tysk kunsthistoriker.
Lessings forfatterskab vedrører kunstindustrien, hvortil han også har været knyttet ved praktisk administrativ virksomhed — han blev
1872 direktør for Kunstgewerbemuseet i Berlin og var tillige professor ved den tekniske højskole.
Lessing har skrevet Die Kunstgewerbe auf der Wiener Weltausstellung, Altorientalische Teppich-muster (1877), Muster altdeutsche Leinen-stickerei (2 i mange oplag udkomne samlinger), Holzschnitzereien des 15. und 16. Jahrhunderts im Kunstgewerbemuseum zu Berlin (1882), Vorbilderhefte aus dem Kgl. Kunstgewerbemuseum zu Berlin (1888 ff.), Gold und Silber (1892), Das moderne in der Kunst (1899) m. m.